# In situ védelem
Az in situ védelem (latin kifejezés, jelentése: ’helyben való’) a biológiai sokféleség megőrzésének egyik alapvető módszere, mely az adott fajok, populációk és ökoszisztémák eredeti élőhelyükön történő védelmét jelenti. A növények esetében ez nem csupán a növénypopulációkban fellelhető genetikai változatosság statikus megőrzését célozza, hanem a növényegyedek alkalmazkodó- és evolúciós képességének hosszú távú biztosítását is természetes környezetükben.
A védett és veszélyeztetett növényfajok in situ megőrzésének hatékony megvalósításához elengedhetetlen a faj elterjedési területének, ökológiai igényeinek, szaporodásbiológiájának, valamint a populációt veszélyeztető biotikus (élő) és abiotikus (élettelen) tényezők részletes ismerete. A gyakorlatban az in situ védelem az ökológiai tényezők megfelelő biztosításával valósul meg, amelynek során az élőhelyet úgy alakítják, illetve olyan célzott beavatkozásokat hajtanak végre, hogy az a faj optimális környezeti igényeit kielégítse, ezzel hosszú távú fennmaradását garantálja.

## Magyarországi védett növényfajok in situ védelme

### Helyi megőrzés
A védett és ritka növényfajokat számos veszély fenyegeti, melyek közül a közvetlen károkozás, bár napjainkban ritkább, továbbra is problémát jelenthet. Különösen a feltűnő, díszes virágzatú fajok vannak kitéve annak, hogy a növényeket nem ismerő turisták vagy fotósok kárt tegyenek bennük. A virágok vagy virágzatok rendszeres és nagymértékű leszedése a növénypopulációk elöregedéséhez vezethet, míg az egyedek kiásása lokálisan akár a teljes populáció megszűnését is okozhatja. Mindazonáltal a védett növényekre leselkedő legnagyobb veszélyt napjainkban elsősorban az élőhelyvesztés jelenti.
A helyi megőrzés gyakorlatában a növények és azok populációinak védelmére többféle megközelítés létezik. Az egyik módszer a kritikus időszakokban történő felügyelet, melyet a szakszolgálat munkatársai vagy önkéntesek végezhetnek. Erre a fokozott figyelemre különösen tavasszal, a kirándulószezonok és ünnepnapok idején, valamint a védett fajok virágzási időszakában van szükség. Számottevő problémát jelentenek az interneten évről évre növekvő számban megjelenő fotós weboldalak és fórumok, ahol olyan információk kerülnek megosztásra, amelyek közvetve vagy közvetlenül veszélyeztethetik a védett és fokozottan védett fajokat. Farkas Sándor a Boldogasszony papucsa (Cypripedium calceolus L.) közismert bükki populációjának virágzási időszakában megfigyelte, hogy a legimpozánsabb egyedekhez az oda látogató fotósok által kialakított ösvény vezetett. Ez a zavarás olyan mértékűvé vált, hogy a terület védelme érdekében fegyveres, kutyás őrzésre volt szükség.
A populációk védelmének egy másik megközelítése a megelőző intézkedések alkalmazása. Ennek keretében olykor a növények megjelenését befolyásoló beavatkozásokra kerül sor a károkozás megelőzése érdekében. A Bükki Nemzeti Park Igazgatósága például a Boldogasszony papucsa virágzási idején a fotósok és virágszedők visszatartására eltávolította az egyedek mézajkait és visszacsípte a lepelleveleiket. Bár ez a módszer mesterséges beporzást tesz szükségessé, hatékonyan csökkenti a fotósok okozta károkat. Hasonló megelőző intézkedés a növények gallyakkal való takarása, amely egyaránt szolgálhat a vadrágás elleni védelemre és a növény elrejtésére a kíváncsi tekintetek elől.
Molnár Attila szóbeli közlése rávilágít arra, hogy a megelőző intézkedések nem minden esetben járnak pozitív eredménnyel. A bátorligeti legelőn található tátogó kökörcsin (Pulsatilla patens L.) populáció esetében ismeretlen „természetvédők” vadkárelhárítás céljából akácgallyakkal takarták le a kökörcsinpopuláció egy részét. Ennek következtében a tápanyag-felhalmozódás és a legeltetés hiánya a gyepkonkurencia megerősödéséhez, majd ismeretlen számú kökörcsintő pusztulásához vezetett.
A területvásárlás, azaz bizonyos földterületek állami tulajdonba és természetvédelmi kezelésbe vétele a fogalomkör harmadik elemét képezi, és gyakran a leghatékonyabb megoldást jelenti egy-egy faj megőrzése szempontjából. A tulajdonviszonyokból – különösen a magántulajdon és az állami tulajdon közötti különbségekből – adódó problémák esetenként veszélyeztethetik a védendő növényeket. Ugyanakkor megfigyelhető a természetvédelmi szempontokat figyelembe vevő magántulajdonosok számának növekedése.
A jelenlegi gazdasági körülmények között a természetvédelem védett növényfajok megőrzése érdekében szinte kizárólag pályázati forrásokból, például az Európai Unió LIFE NATURE programjának keretében tud területeket vásárolni. E program révén 268 hektár szántóföld és legelő került megvásárlásra, amely a védett réti angyalgyökér (Angelica palustris HOFFM.) populációjának jelentős részét foglalja magában. E területekkel a növény teljes hazai populációjának 66%-a áll már természetvédelmi vagyonkezelés alatt.

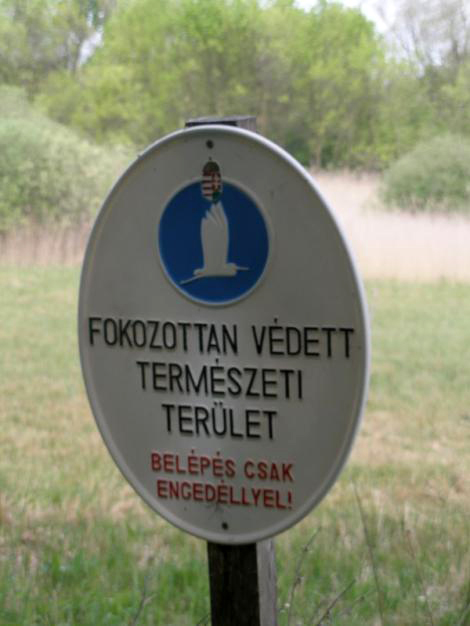
Fokozottan védett természeti területet jelző tábla a Kistómalmi láprét szélén

Az adminisztratív védelem mint a megőrzési módok negyedik típusa, széles körben alkalmazott eszköz. A tiltótáblák kihelyezése a turistákat, fotósokat, vagy szélsőséges esetben az illegális hulladékot elhelyező állampolgárokat tájékoztatja tevékenységük jogi következményeiről. E védelmi forma másik eleme a tájékoztató és információs táblák elhelyezése, amelyek a védett természeti értékek élőhelyére, azok védelmére és kíméletére hívják fel a látogatók figyelmét. A tájékoztató jellegű információk hozzájárulhatnak a jóhiszemű látogatók által okozott esetleges károk megelőzéséhez.

### Fizikai korlátozások
Hazánkban elterjedt élőhely megőrzési illetve védelmi móddá vált az egyes védett növények és kis kiterjedésű élőhelyeik esetében vadvédelmi kerítés építése, valamint a védendő élőhelyhez vezető utakra zárható sorompó elhelyezése.
Ezen zárható sorompókkal az út szélességétől függően, a gyalogos illetve a gépjármű forgalmat korlátozzák. Sajnos sok esetben, ezeket megrongálják, ellopják, és ha éghető anyagból van, elégetik.
A vadvédelmi kerítések építésével sok esetben nem csak a vadak, hanem a természetet nem csak szépségéért felkereső „turisták” káros hatásai ellen is védelmezni kell a növényt.
A bekerítésre példaként említhető a magyarföldi husáng (Ferula sadleriana LEDEB.) három veszélyeztetett populációjánál épített vadvédelmi kerítés. A Pilis-tetőn ebből kifolyólag jelentősen megnőtt a husáng populáció kiterjedése, valamint a gerecsei és börzsönyi populációk körbekerítésével biztosítottá vált a kis populációk fennmaradása. 
Telente több esetben kinyitják a kerítésen található kapukat, hogy a vad rágásával megakadályozza a bokorerdő záródását.
A Boldogasszony papucsa (Cypripedium calceolus L.) felsőtárkányi populációjának  80%-a köré 1991-ben, majd 2002-ben szintén vadvédelmi kerítést épített a természetvédelmi kezelő. A bekerítést követően csökkent a területen mozgó és táplálkozó nagyvadállomány jelenléte. Az erőteljes cserjésedés és a lombkoronaszintben jelenlevő fafajok újulata miatt a terület folyamatos irtást igényel a kosbor populáció stabilitása érdekében.
Kőszegen a széleslevelű harangvirág (Campanula latifolia L.) populációját a körbekerítés egyszerűbb, olcsóbb és mégis hatékony módjával védik a vadkár ellen. A folyamatosan üzemelő villanypásztor sikeresen tartja távol a nagyvadakat a területtől, s az időnként arra járó turistáktól is.

Szintén Kőszegen egy külföldi (osztrák) magántulajdonban lévő, kerítéssel körbevett telken él, az adriai sallangvirág (Himantoglossum adriaticum H.BAUMANN) 25-30 virágzó tőből álló populációja.

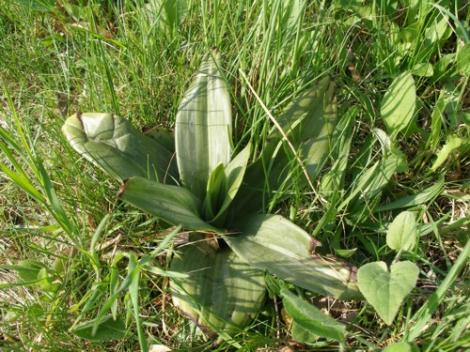
Adriai sallangvirág Kőszegen

 A populáció fennmaradása hosszútávon biztosítottnak tűnik. Az osztrák tulajdonos pozitív hozzáállásnak köszönhetően, kaszálás idején a töveket karóval megjelöli, így óva azokat a megsemmisüléstől.
A vadvédelmi kerítések építése esetében mindig figyelembe kell venni, hogy mely vadfajtól kell a későbbikben megóvni a növényt, hiszen vadfajonként különbözik – akár magasságban vagy stabilitásban – az építendő kerítés típusa. Más-más típust igényel a nyúl, az őz, a szarvas, a muflon vagy a vaddisznó elleni védekezés.
A bátorligeti tátogó kökörcsin (Pulsatilla patens L.) virágzás és termésérlelési időszakában fellépő mezei nyúl-, és őzrágás elleni hatékony védelmet, mintegy 100 darab 2 méter hosszú és 160 cm magas mobilkerítés kihelyezésével oldották meg. A kerítés felállítása és lebontása közti időszakban, a legeltetéssel és kaszálással kombinált gyepkonkurencia-visszaszorítás a kezelési tevékenység fontos tényezője.
Ugyanakkor említést érdemelnek a bekerítéssel kapcsolatos esetlegesen megjelenő negatív hatások is. Jó példa erre a Kiss István által 1964-ben, egy vasúti töltésoldalból leírt erdélyi hérics (Adonis x hybrida WOLF.) egyed eltűnése. Védelmi intézkedések során a termőhelyet beton kerítésoszlopokkal vették körül, amik megakadályozták a vasúti munkások cserjeirtó tevékenységét; így a beavatkozás hiányában, a terület teljesen becserjésedett és ez a faj eltűnését vonta magával.
Hasonló példa lehet a rosszul elhelyezett, valamint kivitelezett kerítés, amely a védelmi funkció helyett épp a védendő növény megtalálását tette egyszerűbbé. Ilyen volt a szigorú védelmi intézkedések bevezetése előtt Fertőrákoson, a mára kipusztulástól közvetlenül veszélyeztetett Boldogasszony papucsa (Cypripedium calceolus L.) populáció, amelyet korábban a „kertbarátok” ásókkal felszerelkezve előszeretettel látogattak

### Munkálatok szabályozása
A hazai védett növényeink, amelyek rétjeinken, gyepjeinkben, kaszálóinkon vagy azok szegélyében élnek, fokozott figyelmet igényelnek, hiszen egy rosszul megválasztott kezelési mód a terület mozaikosságát, diverzitását nagymértékben csökkentheti.
A jól megválasztott kezelési módra példaként említhető a nagy pacsirtafű (Polygala major JACQ.); Sas-széki (Dunapataj) állományának növekedése.  

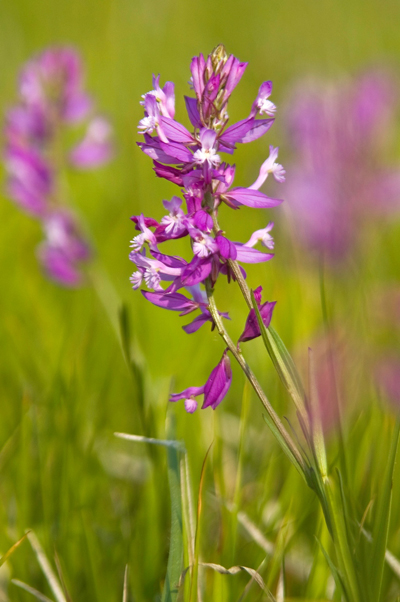
Virágzó nagy pacsirtafű a dunapataji Sas-széken

A májustól szeptemberig tartó virágzás, majd termésérlelés szakaszában, a legeltetés minimálisra csökkentésével valamint a kaszálás felhagyásával sikerült elérni a területen, hogy a populáció stabillá váljon és gyarapodjon.
Hasonló a Sas-szék, mint szikes legelő és kaszáló szomszédságában elterülő Nagy-széken, a szakszerű irányítással történő legeltetésnek köszönhetően jelent meg a réti iszalag (Clematis integrifolia L.) és a termőhelyre nem jellemző selymes dárdahere (Dorycnium germanicum MILL.); melyből egy kisebb populáció található a terület déli részén. Jellemző rá, hogy egy maradvány löszgyepi faj, melyek közül csak szigetszerűen találunk egy-két nagyobb társulást a Kiskunság ezen vidékein.
A Kiskunsági Nemzeti Park Turján-vidéken fekvő Peszéradacsi törzsterületén az 1991–2006. évek között Máté András és munkatársai 16 orchidea taxon élőhelyére gyakorolt hatásokat és a területeken végzett kezelések hatását vizsgálták. A 2006. évben konklúzióként megállapították, hogy az extenzív szarvasmarha legeltetés döntően jó hatást gyakorol az orchidea fajokra. Növekedés 10 taxon (pl.: vitézvirág – Anacamptis pyramidalis L.), stagnálás 2 taxon (pl.: hússzínű ujjaskosbor – Dactylorhiza incarnata L., szúnyoglábú bibircsvirág – Gymnadenia conopsea L.), hajlam a növekedésre 3 taxon (pl.: mocsári kosbor – Orchis laxiflora ssp. palustris JACQ.),  csökkenés pedig 1 taxon  (vitéz kosbor – Orchis militaris L.) esetén volt megfigyelhető.
A kaszálást, mint kezelési módot sok helyen alkalmazzák a védett növényfajok élőhelyükön történő megőrzésében. Azonban fontos tényező, hogy a beavatkozás a növény mely életciklusában történik. Hiszen a helytelenül megválasztott időpont vagy hasonlóképpen rosszul beállított kaszálási magasság esetlegesen a populáció elöregedéséhez, minimálisra csökkenéséhez vagy szélsőséges esetben annak eltűnéséhez vezethet.
A kaszálás helyes időpontjának a megválasztása a legfontosabb tényezők között szerepel; amely nagymértékben függ az ott tenyésző növényfajoktól. 
Így minden növényfaj más-más életciklusából adódóan, a beavatkozás is más hónapra, napra esik.
A kezeléseknek köszönhetően a Kistómalmi-lápréten (Sopron) a lápi hízóka (Pinguicula vulgaris L.) állománya növekvő tendenciát mutat (kb. 100 tő), valamint újra tömegesen virágzik a halvány aszat (Dactylorrhiza ochroleuca SCHUR.), a fehérmájvirág (Parnassia palustris L.)  és a keskenylevelű gyapjúsás (Eriophorum angustifolium HONCKENY.).
Hasonló példaként lehet megemlíteni a bókoló zsálya (Salvia nutans L.) tatársánci élőhelyén, ahol 2000-től végeznek gyomosodást megelőző kaszálást. Az évenkénti három kaszálás a löszgyep összetételében és a zsálya állományának növekedésében is megmutatkozott. 
A rendszeres kaszálásnak köszönhetően a területről régebben leírt, de mára eltűnt fajok is megjelentek. Ilyenek például az erdélyi hérics (Adonis x hybrida WOLF.), a tavaszi hérics (Adonis vernalis L.), vagy a selymes boglárka (Ranunculus illyricus L.).
Időnként aktív mezőgazdasági és erdőgazdasági művelés alá tartozó területeken is megjelenhetnek védett és fokozottan védett növények, illetve azok populációi.
Sajnos több esetben pusztultak el védett növények populációi erdészeti tevékenység (pl. teljes talajelőkészítés vagy tuskó letolás) által. Ilyen esetekben, a legjobb megoldást az erdőgazdasággal való egyeztetés jelentené, amely során, a tuskózás háttérbe szorulásával a sarjaztatásos erdőfelújítás kerülne előtérbe. 
A földvásárlást, mint másik lehetséges koncepciót – a legtöbb esetben pénzhiány miatt – csak ritkán lehet alkalmazni.